# Molodova
Molodova (până în 1971 - Moldova Nouă, Molodova Nouă) este un cartier din municipiului Bălți, amplasat la periferia vestică a urbei. Populația numără circa 1,5 mii persoane, fondul locativ reprezintă case particulare de 1 - 2 nivele și câteva blocuri de 5 etaje . 

## Istorie
În trecut, cartierul a fost un sat cu numele Moldova Nouă, pe atunci în raionul Fălești, și aparținea comunei (sovietului sătesc) Natalievca. Așezarea a fost listată în nomenclatorul localităților începând cu anul 1961. La 25 septembrie 1970, Comitetul Executiv al Sovietului Raional al Deputaților Poporului din Fălești, localitatea a fost transferată în subordinea orașului Bălți, cu o suprafață de 40,5 ha, inclusiv: terenuri gospodărești – 27,81 ha, un iaz – 2,54 ha, pășuni – 10,5 ha, liniile de cale ferată – 19,50 ha, autostradă – 3,06 ha, „Moldglavenergo” 6,0 ha, organizația de construcții „Selstroi” – 3 ha. La 8 septembrie 1971, Sovietul Suprem al RSS Moldovenească emite un ordin în această privință. În anul 1989, numărul de locuitori și suprafața locuibilă a cartierul s-a mărit prin repartizarea a unor noi loturi de pământ pentru construirea de case individuale.

## Infrastructură
În cartier funcționează Centrala Termică „Molodova” furnizează energie termică pentru 6 blocuri din cartier. Din cele 197 de apartamente existente, la încălzirea centralizată sunt conectate 146.